# Sparianthina selenopoides
Sparianthina selenopoides là một loài nhện trong họ Sparassidae.
Loài này thuộc chi Sparianthina. Sparianthina selenopoides được Richard C. Banks miêu tả năm 1929.